# Friedrich zu Solms-Baruth (Politiker, 1853)

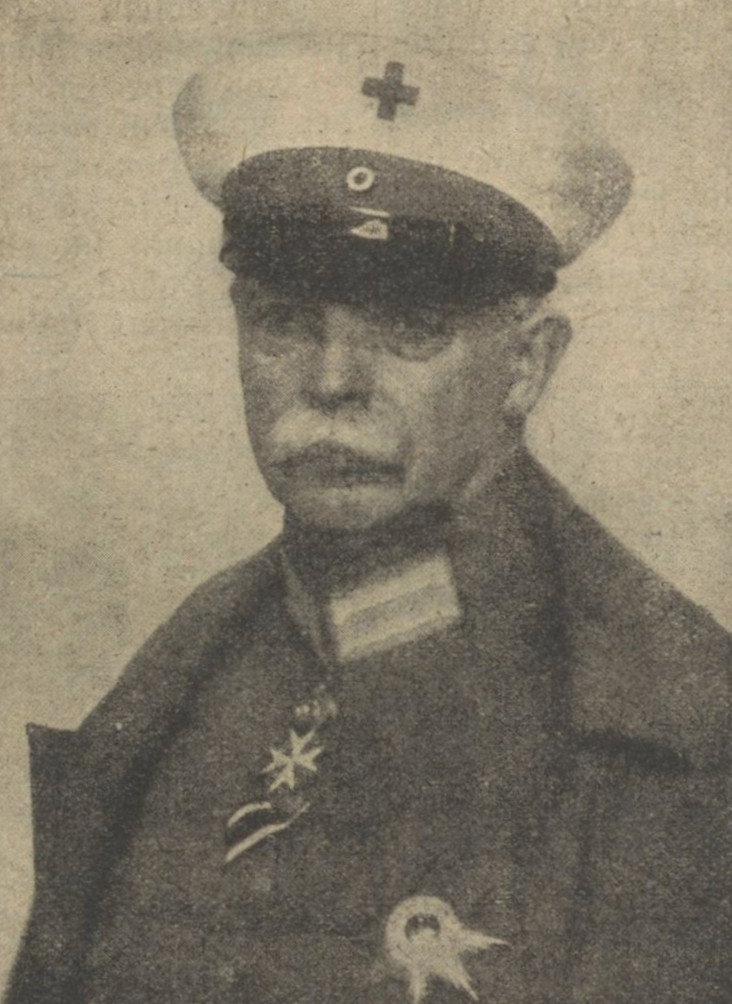
Friedrich zu Solms-Baruth, fotografiert von Nicola Perscheid

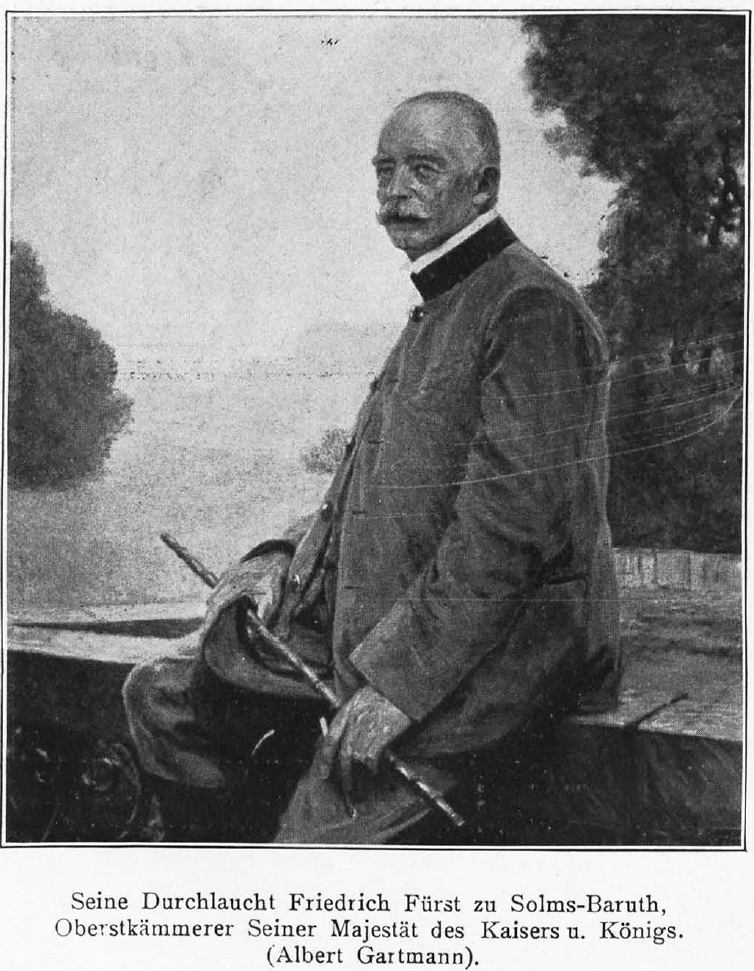
Bildnis des Fürsten Friedrich zu Solms-Baruth, 1906/1907, Gemälde von Albert Gartmann

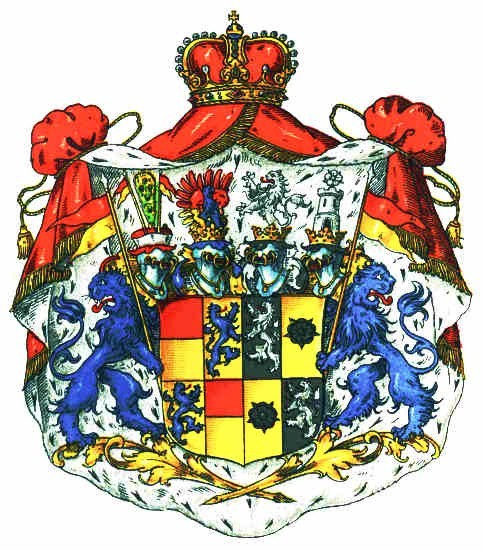
Fürstliches Wappen Solms-Baruth

Friedrich II. Hermann Johann Georg von Solms, 2. Fürst zu Solms-Baruth (* 24. Juni 1853 in Berlin; † 31. Dezember 1920 in Klitschdorf) war ein deutscher Politiker, Oberstkämmerer sowie als Besitzer der Standesherrschaft Baruth und der Herrschaft Klitschdorf zugleich Mitglied des Preußischen Herrenhauses.

## Leben
Er war der Sohn von Friedrich zu Solms-Baruth (1821–1904) und seiner Ehefrau Gräfin Rosa Teleki von Szek (1818–1890).
Fürst Friedrich zu Solms-Baruth war in seiner Jugend unter anderem auf der Klosterschule Ilfeld und bekleidete später verschiedene Beamten- und Militärfunktionen. 1899 wurde er Oberstkämmerer, also höchster Beamter am Hof Kaiser Wilhelm II. Friedrich war zudem Kanzler des Hohen Ordens vom Schwarzen Adler. 1883 trat Solms dem Johanniterorden bei und wurde dort 1892 Rechtsritter. Außerdem betätigte er sich von 1897 bis 1918 als Kaiserlicher Kommissar und Militärinspekteur der Freiwilligen Krankenpflege bei der Armee im Felde. Er stand à la suite der Armee und bekleidete zuletzt den Dienstgrad eines Generalleutnants.
Durch die Tätigkeit als Oberstkämmerer lebte Friedrich Fürst zu Solms als einer der drei letzten großen wohlhabenden Aristokraten und Magnaten noch in Berlin, im eigenen Familienpalais, sowie abwechselnd in Baruth und im niederschlesischen Klitschdorf, seiner zweiten großen Begüterung.

## Ehe und Nachkommen
Am 10. September 1881 heiratete er Louise Gräfin von Hochberg (1863–1941). Aus der Ehe gingen fünf Kinder hervor:
- Rosa Marie (* 8. Juni 1884 in Klitschdorf; † 12. Juni 1945 in Tylsen),
- Friedrich Hermann (1886–1951),
- Hermann Franz (* 11. Oktober 1888 in Klitschdorf; † 7. Mai 1961 in Eckart bei Werfen),
- Hans Georg (* 3. April 1893 in Klitschdorf; † 9. Oktober 1971 in Salzburg),
- Johann-Georg Otto (* 15. Mai 1896 in Klitschdorf; † 9. November 1973 in Bremen).

## Auszeichnungen
Friedrich zu Solms-Baruth war ein erfolgreicher Ordensammler:
- Großherzoglich badischer Hausorden der Treue (1908)
- Königlich bayerischer Hausorden des Heiligen Hubertus
- Königlich bayerischer Militärverdienstorden III. Klasse mit der Krone und Schwertern (1915)
- Herzoglich braunschweigischer Hausorden Heinrichs des Löwen, Großkreuz
- Königlich bulgarischer Orden des Heiligen Alexander, Großkreuz (1912)
- Königlich italienischer Verdienstorden der Heiligen Mauritius und Lazarus, Großkreuz
- Fürstlich Lippischer Hausorden, Ehrenkreuz I. Klasse
- Großherzoglich mecklenburgischer Hausorden der Wendischen Krone, Großkreuz mit der Krone in Gold
- Königlich niederländischer Verdienstorden vom Niederländischen Löwen, Großkreuz
- Königlich norwegischer Orden des Heiligen Olav, Großkreuz
- Kaiserlich österreichischer Leopold-Orden, Großkreuz (1900)
- Großherzoglich oldenburgischer Haus- und Verdienstorden des Herzogs Peter Friedrich Ludwig, Großkreuz mit der goldenen Krone
- Fürstlicher Hausorden von Hohenzollern, Ehrenkreuz I. Klasse
- Königlicher Hausorden von Hohenzollern, Großkomtur
- Königlich preußischer Rote Kreuz-Medaille I. Klasse
- Roter Adlerorden, Großkreuz
- Königlich preußischer hoher Schwarzer Adlerorden mit der Kette
- Königlich sächsischer Albrechts-Orden, Großkreuz mit dem goldenen Stern und silberner Krone
- Königlich sächsischer Hausorden der Rautenkrone
- Großherzoglich sächsischer Hausorden der Wachsamkeit oder vom weißen Falken, Großkreuz
- Königlich spanischer Verdienstorden Karls III., Großkreuz mit der Kette (1905)
- Königlich württembergischer Friedrichs-Orden, Großkreuz
- Königlich württembergischer Olga-Orden
- Königlich württembergischer Hausorden der Württembergischen Krone, Großkreuz